# Fredeluga andina
La fredeluga andina (Vanellus resplendens) és una espècie d'ocell de la família dels caràdrids (Charadriidae) que habita camp obert als Andes, des del sud de Colòmbia, a través de l'Equador, el Perú i Bolívia fins al nord de Xile i la zona limítrofa de l'Argentina.

## Descripció
La fredeluga andina fa uns 33 cm de llargada i pesa entre 193 i 230 g. Els sexes són semblants i no presenten canvis estacionals en el plomatge. Els adults tenen el cap i el coll de color gris crema amb una taca gris marró fosc al voltant de l'ull. Les parts superiors són de color verd bronze amb una taca porpra a les cobertores de les ales. El pit és gris fosc i el ventre blanc. El bec és de color taronja rosat amb la punta negra, l'ull és vermellós i les potes també són vermelloses. Els juvenils tenen el cap i el coll marrons, taques beix al pit i franges beix pàl·lides a les plomes de les parts superiors.

## Distribució i hàbitat
La fredeluga andina es troba als Andes des del sud-oest de Colòmbia fins al sud, passant per l'Equador, el Perú i Bolívia, fins al nord de Xile i el nord-oest de l'Argentina. Habita en una varietat de paisatges oberts, com ara páramos i punas, prats riberencs i parts obertes de maresmes. Normalment, es troba a prop de llacs o rius, però evita les aigües salines. En general, viu entre els 2.700 i els 4.600 m d'altitud, però es troba fins als 5.000 m a Xile i fins als 1.500 m a les parts meridionals de l'àrea de distribució. Ocasionalment, arriba a la costa durant l'hivern austral.

## Comportament

### Desplaçaments
La fredeluga andina és essencialment resident a la major part de l'àrea de distribució, però es trasllada a altituds més baixes durant l'hivern austral.

### Alimentació
No se sap res sobre les tècniques d'alimentació de la fredeluga andina ni sobre la dieta.

### Reproducció
La temporada de reproducció de la fredeluga andina és principalment entre octubre i desembre, tot i que ocasionalment es pot allargar fins al febrer. Un dels nius era una depressió a terra folrada amb material vegetal, inclosos líquens. La mida de la posta és de tres o quatre ous. No es coneixen el període d'incubació ni el temps fins deixar al niu.

## Taxonomia i sistemàtica
La fredeluga andina es va descriure originalment com a Charadrius resplendens i de vegades s'ha classificat en el gènere Ptiloscelys.
És monotípica.